# 29.ª Calle Suroeste
La 29.ª Calle Suroeste o Vigesimonovena Calle Suroeste es una vía urbana segmentada del cuadrante suroeste de la ciudad de Managua, Nicaragua. Conecta múltiples barrios residenciales y atraviesa varias avenidas de importancia, desempeñando un papel secundario pero estructural en el entramado vial de la ciudad.

## Trazado
La calle está dividida en cinco tramos principales:
- El primer segmento inicia en la 4.ª Avenida Suroeste dentro del Barrio Jonathan González y termina en la Avenida Naciones Unidas.
- El segundo tramo comienza en la 14.ª Avenida Suroeste y concluye en la Pista El Recreo.
- Un tercer segmento se extiende desde la 15.ª Avenida Suroeste hasta la 17.ª Avenida Suroeste dentro del Barrio El Recreo.
- El cuarto tramo inicia en la 23.ª Avenida Suroeste y termina en la Avenida Batahola.
- El último segmento comienza en la 31.ª Avenida Suroeste y finaliza en la 50.ª Avenida Suroeste en la Colonia Arguello.

## Barrios que atraviesa
- Jonathan González
- El Recreo
- Batahola Sur
- Colonia Arguello

## Intersecciones destacadas
- Avenida Naciones Unidas (Managua)
- Pista El Recreo
- Avenida Batahola

## Coordenadas
12°8′35″N 86°17′39″O / 12.14306, -86.29417